# Prionapteryx delicatellus
Prionapteryx delicatellus là một loài bướm đêm trong họ Crambidae.